# Edificio Veles e Vents
El Edificio Veles e Vents (Edificio Velas y Vientos en idioma español), también conocido como Edificio Foredeck de la Copa América, se encuentra en Valencia, España. El edificio fue diseñado por el arquitecto británico David Chipperfield e inaugurado en 2006 para albergar invitados, patrocinadores y espectadores de la Copa América de 2007. 
El diseño ha ganado numerosos premios de arquitectura, incluido el premio Emirates Glass LEAF de 2006 y los premios europeos del Royal Institute of British Architects en 2007. También fue nominado para el Premio Stirling en 2007.